# Josef Schmidt (zbrodniarz nazistowski)
Josef Schmidt (ur. 12 listopada 1922 w Bácsalmás, zm. ?) – SS-Unterscharführer, zbrodniarz nazistowski, członek załogi niemieckiego obozu koncentracyjnego Auschwitz-Birkenau.
Był węgierskim volksdeutschem. W czasie II wojny światowej pełnił służbę w podobozie Auschwitz-Lagischa jako Blockführer. 24 października 1947 roku sąd w Wadowicach skazał Schmidta na 7 lat pozbawienia wolności. Karę odbył w całości.
Od 6 września 1977 do 27 lutego 1981 roku toczył się z kolei jego proces przed zachodnioniemieckim sądem we Frankfurcie nad Menem. Schmidt skazany został tym razem, za zakatowanie na śmierć jednego z więźniów, na 8 lat poprawczaka (zarzucany czyn popełnił jesienią 1943 roku, gdy w świetle prawa niemieckiego był jeszcze niepełnoletni). Na poczet kary zaliczono mu jednak karę pozbawienia wolności odbytą już w Polsce.